# Stay the Night (canção de Zedd)
"Stay the Night" é uma canção do produtor e DJ alemão Zedd, sendo o quarto single do álbum Clarity (2012). A canção tem a participação da cantora Hayley Williams nos vocais, vocalista da banda Paramore. A canção foi escrita por Zedd, Williams, Benjamin Eli Hanna e Carah Faye. "Stay the Night" foi lançado via digital em 10 de setembro de 2013 pela gravadora Interscope Records, sendo o único single da edição deluxe.
A canção possui o gênero electro house com o estilo EDM, um efeito "ilusório" do sintetizador, e características da música pop nos vocais. A canção recebeu em sua maioria críticas positivas, com alguns críticos observando o potencial crossover da canção para o público pop.
O single alcançou a posição de número 1 na Billboard, nas paradas musicais do Hot Dance Club Songs e Dance/Mix Show Airplay, em 7 dezembro de 2013, com o terceiro single de número um e terceira canção presente no Dance Club Play, enquanto que Williams marca seu primeiro número um em na Dance/Mix Show Airplay como um artista solo.

## Antecedentes
A respeito de sua colaboração como cantor e compositor da canção, Williams disse: "A demonstração veio a mim quando estávamos apresentando em diversos festivais europeus e ficou com 'essa música ridícula, me encanta'... 'Deixe-me vir e ver se eu posso escrever todas as palavras que eu quero cantar'". Ela também referiu-se ao conteúdo final da canção descrevendo "sobre duas pessoas que se conhecem, mas que eles realmente não são feitos um para o outro, porém há fogo entre eles... Então, eu escrevi sobre ser o fogo e a outra pessoa é a gasolina. A letra da canção diz: 'vamos terminar', porque eu queria mergulhar na tragédia de saber que isso não é correto, mas não importa, porque é só mais uma noite".

## Recepção da crítica
John Frazier do Mind Blown Equals deu sete pontos e meio em cada dez. Frazier disse que mesmo que a questão fosse um pouco comum, a voz de Hayley Williams enfatiza: "A música é boa, não é grande, e bastante normal para o estilo de música de dance music, mas com uma vocalista muito melhor do que o habitual". Mike Wass do blog Idolator, chamou "Stay the Night" como "outra hino com enorme potencial do crossover", elogiando a participação de Williams: "sua voz suficiente", de acordo com Wass "é o complemento perfeito para os sintetizadores ilusórios de Zedd".

## Vídeo da música

Captura do videoclipe da canção, com a vocalista Hayley Williams.

O vídeo foi dirigido por Daniel "Cloud" Campos, que já tinha trabalhado com Williams para o vídeo musical da canção "Now" da banda Paramore, alternando cenas de Hayley Williams cantando para os outros e Zedd tocando um piano. Outros dois bailarinos encarnam o casal falando na música. A canção foi lançada em 23 de setembro de 2013. Sobre o vídeo, Zedd afirma:
| “ | "A filmagem e a edição do vídeo eram simples, mas eficaz. Eu vi as imagens que Williams fez no dia anterior a minha, e fiquei impressionado. Hayley fez a parte mais difícil, eu só toquei o piano!". | ” |

## Lista de faixas
EP remix
1. "Stay the Night" (DJ Snake Remix) – 5:06
2. "Stay the Night" (Tiësto 'Club Life' Remix) – 5:22
3. "Stay the Night" (Schoolboy Remix) – 6:40
4. "Stay the Night" (Nicky Romero Remix) – 5:37
5. "Stay the Night" (Henry Fong Remix) – 4:08

Kevin Drew Remix
1. "Stay the Night" (Zedd & Kevin Drew Remix) – 4:48

## Gráficos e certificações
| País/Parada (2013–2014)                      | Melhor posição |
| -------------------------------------------- | -------------- |
| Alemanha (Media Control Charts)              | 15             |
| Austrália (ARIA Charts)                      | 11             |
| Áustria (Ö3 Austria Top 40)                  | 35             |
| Bélgica (Ultratop 50 Flanders)               | 10             |
| Brasil (Dance Top 40)                        | 15             |
| Canadá (Canadian Hot 100)                    | 20             |
| Escócia (Scottish Singles and Albums Charts) | 1              |
| Eslováquia (Rádio Top 100 Oficiálna)         | 92             |
| Estados Unidos (Adult Pop Songs)             | 24             |
| Estados Unidos (Dance/Electronic Songs)      | 2              |
| Estados Unidos (Hot 100)                     | 18             |
| Estados Unidos (Hot Dance Club Songs)        | 1              |
| Estados Unidos (Pop Songs)                   | 6              |
| Finlândia (Suomen virallinen lista)          | 15             |
| Irlanda (IRMA)                               | 8              |
| Itália (FIMI)                                | 13             |
| Nova Zelândia (Recorded Music NZ)            | 20             |
| Polónia (Polish Airplay Top 20)              | 6              |
| Polónia (Dance Top 50)                       | 27             |
| Reino Unido (UK Dance Chart)                 | 2              |
| Reino Unido (UK Singles Chart)               | 2              |
| Chéquia (IFPI)                               | 15             |
| Suécia (Sverigetopplistan)                   | 48             |
| Suíça (Schweizer Hitparade)                  | 60             |

| Austrália (ARIA) | Platina | 70.000^    |
| Estados Unidos (RIAA) | Platina | 1.000.000^ |
| * Números de vendas com base em certificação individual ^ Valores enviados com base em certificação individual x Números não especificados com base em certificação individual |         |            |

## Histórico de lançamento
| País           | Data                   | Formato(s)                     |
| -------------- | ---------------------- | ------------------------------ |
| Estados Unidos | 10 de setembro de 2013 | Download digital               |
| Estados Unidos | 8 de outubro de 2013   | Contemporary hit radio airplay |
| Estados Unidos | 4 de novembro de 2013  | Digital Remixes EP             |
| Reino Unido    | 9 de fevereiro de 2014 | Download digital               |